# Bulbophyllum rosemarianum
Bulbophyllum rosemarianum är en orkidéart som beskrevs av Sath.Kumar, P.C.S.Kumar och Saleem. Bulbophyllum rosemarianum ingår i släktet Bulbophyllum och familjen orkidéer. Inga underarter finns listade i Catalogue of Life.